# Baleine du Sud
Baleine du Sud est un îlot inhabité de France situé dans l'océan Atlantique et faisant partie des îles de la Petite-Terre rattachées à la Guadeloupe, plus précisément à la commune de La Désirade.

## Géographie
Il s'agit d'un écueil situé au sud de Petite-Terre, à la pointe dite de la « Grande Savane ».